# Kitakagaya (métro d'Osaka)
Kitakagaya (北加賀屋駅, Kitakagaya-eki) est une station du métro d'Osaka sur la ligne Yotsubashi dans l'arrondissement de Suminoe à Osaka.

## Situation sur le réseau
La station Kitakagaya est située au point kilométrique (PK) 10,1 de la ligne Yotsubashi, entre les stations Tamade et Suminoekoen.

## Histoire
La station a été inaugurée le 9 novembre 1972.

## Services aux voyageurs

### Accès et accueil
La station est ouverte tous les jours.

### Desserte
- Ligne Yotsubashi :
  - voie 1 : direction Suminoekoen
  - voies 2 et 3 : direction Nishi-Umeda

## Dans les environs
- Musée Yasumasa Morimura